# Дубовский голубь
Дубовский — порода голубей, выведенная русскими голубеводами и названная по месту их формирования. Некоторые голубеводы иногда называют их кондратьевскими. Популярны и разводятся в большом количестве по городам Поволжья. Имеют своеобразное глухое, протяжное воркование.

## История
Родина их город Дубовка Волгоградской области, откуда и пошло название дубовские.

## Полет
Высоколётные голуби с хорошей ориентацией и продолжительным полётом 7-9 часов. Полёт их на большой высоте, мелкими кругами.

## Содержание
Они хорошо высиживают и выкармливают птенцов. К условиям содержания неприхотливы.

## Стандарт на дубовских

### Общий вид
Средних размеров, вислокрылый голубь с низкой посадкой и сорочьим рисунком серо-белого оперения.

### Расовые признаки
- Голова: гладкая (без чуба), продолговатая, лоб низкий, темя плоское, затылок обозначен бугорком.

- Глаза: среднего размера, светлые (жемчужные), веки узкие, белые.

- Клюв: длинный (21-24 мм), прямой, хорошо сомкнутый, белый, восковица небольшая, белая.

- Шея: средней длины и толщины с небольшим изгибом.
- Грудь: широкая, округлая, выпуклая.
- Спина: длинная, в плечах широкая, плавно сужающаяся к хвосту.
- Корпус: незначительно удлиненный.
- Крылья: длинные, концы их расположены ниже хвоста, но земли не касаются (вислокрылые).
- Хвост: относительно длинный (17-19 см.), плотно сомкнутый из 12-14 перьев и незначительно поднят на 15-20°.
- Ноги: короткие, неоперенные (голые), малинового цвета.

### Цвет и рисунок
Рисунок сорочий. Голова, шея, все тело и хвост цветные, крылья полностью белые с отдельными (5-7) мелкими цветными перьями (эполетами) на щитках в области плеча. Цвет бывает голубой (сизый) и серый. У тех и у других на конце хвоста проходит тёмная лента. Голуби серого цвета имеют неравномерную окраску. Спина и хвост серые, все тело, шея и голова более тёмные, почти черные. У сизых более тёмные голова и шея. На шее имеется зелено-фиолетовый блеск. У красных особей рябой рисунок с чередующемися белыми перьями. Сплошные(белые) имеют одинарный рисунок без красных крапинок и «битого» рисунка.

### Мелкие допустимые недостатки
- незначительное нарушение рисунка (отдельные мелкие белые перья на цветном оперении и обозначение цветных поясов на щитках),
- небольшое потемнение клюва,
- розоватый оттенок глаз,
- длинные ноги,
- закороченный клюв,
- белое пузо и подхвостье.

### Крупные недопустимые недостатки
- крупные, грубые формы частей тела,
- черный или короткий клюв,
- желтые или темные глаза,
- разноглазие,
- сильное нарушение рисунка (белые перья в хвосте, темные в крыльях среди маховых, крупные белые пятна на теле, шее в подхвостье),
- широко распущенный, пушистый хвост,
- отсутствие характерного воркования.